# 975-й истребительный авиационный полк
975-й истребительный авиационный полк (975-й гв. иап) — воинская часть Военно-Воздушных сил (ВВС) Вооружённых Сил РККА, принимавшая участие в боевых действиях Великой Отечественной войны.

## Наименования полка
- 68-й "А" истребительный авиационный полк
- 975-й истребительный авиационный полк
- 117-й гвардейский истребительный авиационный полк
- 117-й гвардейский Краснознамённый истребительный авиационный полк
- 117-й гвардейский Станиславский Краснознамённый истребительный авиационный полк
- Полевая почта 40486

| И-153 |  | И-16 |

## Создание полка
Полк сформирован 3 августа 1942 года в ВВС Закавказского фронта как 68-й «А» истребительный авиационный полк на базе 26-го запасного истребительного полка, Цнорис-Цхальской, Батайской и Руставской ВАШП на самолётах И-16. Приказом штаба Закавказского фронта 21 августа 1942 года № 00199 переименован в 975-й истребительный авиационный полк.

## Переименование полка
975-й истребительный авиационный полк 3 сентября 1943 года за образцовое выполнение боевых задач и проявленные при этом мужество и героизм на основании Приказа НКО СССР переименован в 117-й гвардейский истребительный авиационный полк.

## В действующей армии
В составе действующей армии:
- с 21 августа 1942 года по 3 сентября 1943 года.

## Командиры полка
- майор Герасимов Пётр Васильевич[3], 28.09.1942 — 26.02.1943
- майор, подполковник Гроховецкий Григорий Игнатьевич[3], 12.03.1943 — 31.12.1945

## В составе соединений и объединений
| Период        | Фронт (округ)           | армия               | корпус                    | дивизия                                       | примечание |
| ------------- | ----------------------- | ------------------- | ------------------------- | --------------------------------------------- | --- |
| 03.08.1942 г. | Закавказский фронт      | ВВС фронта          |                           | 26-й запасной истребительный авиационный полк | И-16 |
| 21.08.1942 г. | Закавказский фронт      | ВВС фронта          |                           | 26-й запасной истребительный авиационный полк | полк переименован в 975-й иап, И-16                                                                                              |
| 21.08.1942 г. | Закавказский фронт      | 5-я воздушная армия | Черноморская группа войск | 295-я истребительная авиационная дивизия      | И-16 |
| 06.12.1942 г. | Закавказский фронт      | 5-я воздушная армия | Черноморская группа войск | 295-я истребительная авиационная дивизия      | И-16, И-153 |
| 17.12.1942 г. | Закавказский фронт      | 5-я воздушная армия | Черноморская группа войск | 236-я истребительная авиационная дивизия      | И-16, И-153 |
| 28.04.1943 г. | Северо-Кавказский фронт | 4-я воздушная армия |                           | 236-я истребительная авиационная дивизия      | И-16, И-153 |
| 18.06.1943 г. | Северо-Кавказский фронт | 4-я воздушная армия |                           | 236-я истребительная авиационная дивизия      | Ново-Титоровская, переучился на Як-1, укомплектован самолётами за счёт полков 3-го иак, выбывающих из 4-й ВА на переформирование |
| 14.07.1943 г. | Южный фронт             | 8-я воздушная армия |                           | 236-я истребительная авиационная дивизия      | Як-1 |
| 03.09.1943 г. | Южный фронт             | 8-я воздушная армия |                           | 236-я истребительная авиационная дивизия      | переименован в гвардейский Як-1                                                                                                  |

## Первая победа полка
Первая известная воздушная победа полка в Отечественной войне одержана 29 декабря 1942 года: группой истребителей в воздушном бою в р-не ж/д разъезда Пшиш сбито 2 транспортных самолёта противника Ju-52.

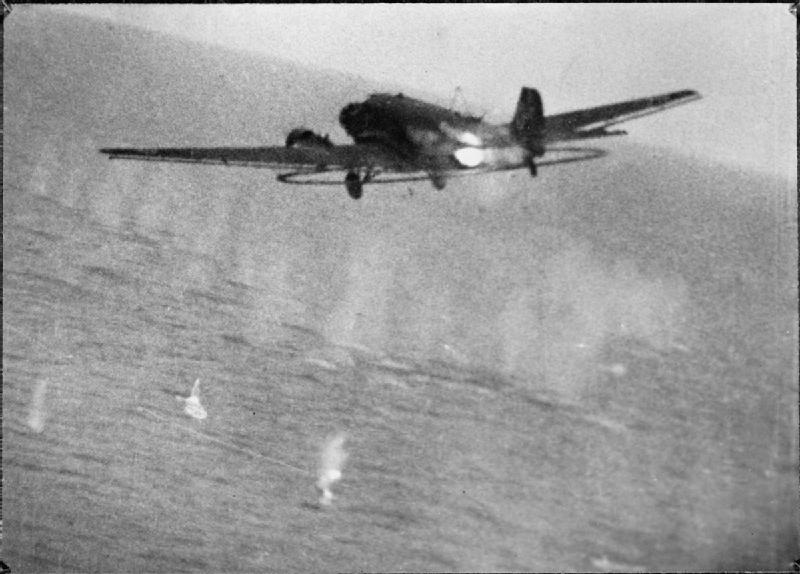
Сбитый Ju-52

## Участие в сражениях и битвах
- Армавиро-Майкопская операция — с 6 августа 1942 года по 17 августа 1942 года.
- Новороссийская операция — с 19 августа 1942 года по 26 сентября 1942 года.
- Туапсинская операция — с 25 сентября 1942 года по 20 декабря 1942 года.
- Новороссийская операция «Море» — с 11 января 1943 года по 3 сентября 1943 года
- Краснодарская наступательная операция — с 9 февраля 1943 года по 16 марта 1943 года.
- Воздушные сражения на Кубани — с апреля по июль 1943 года
- Миусская оборонительная операция — с 17 июля 1943 года по 2 августа 1943 года.
- Донбасская операция — с 13 августа 1943 года по 3 сентября 1943 года.
- Миусская наступательная операция — с 17 августа 1943 года по 3 сентября 1943 года.

## Отличившиеся воины полка
- Шадрин Геннадий Алексеевич, майор, командир эскадрильи 117-го гвардейского истребительного авиационного полка 236-й истребительной авиационной дивизии 17-й воздушной армии Указом Президиума Верховного Совета СССР 29 июня 1945 года удостоен звания Герой Советского Союза. Золотая Звезда № 8635.

## Самолёты на вооружении
| Период      | Самолёты |
| ----------- | -------- |
| 1942 — 1943 | И-16     |
| 1942 — 1943 | И-153    |
| 1943 — 1945 | Як-1     |